# 資本主義

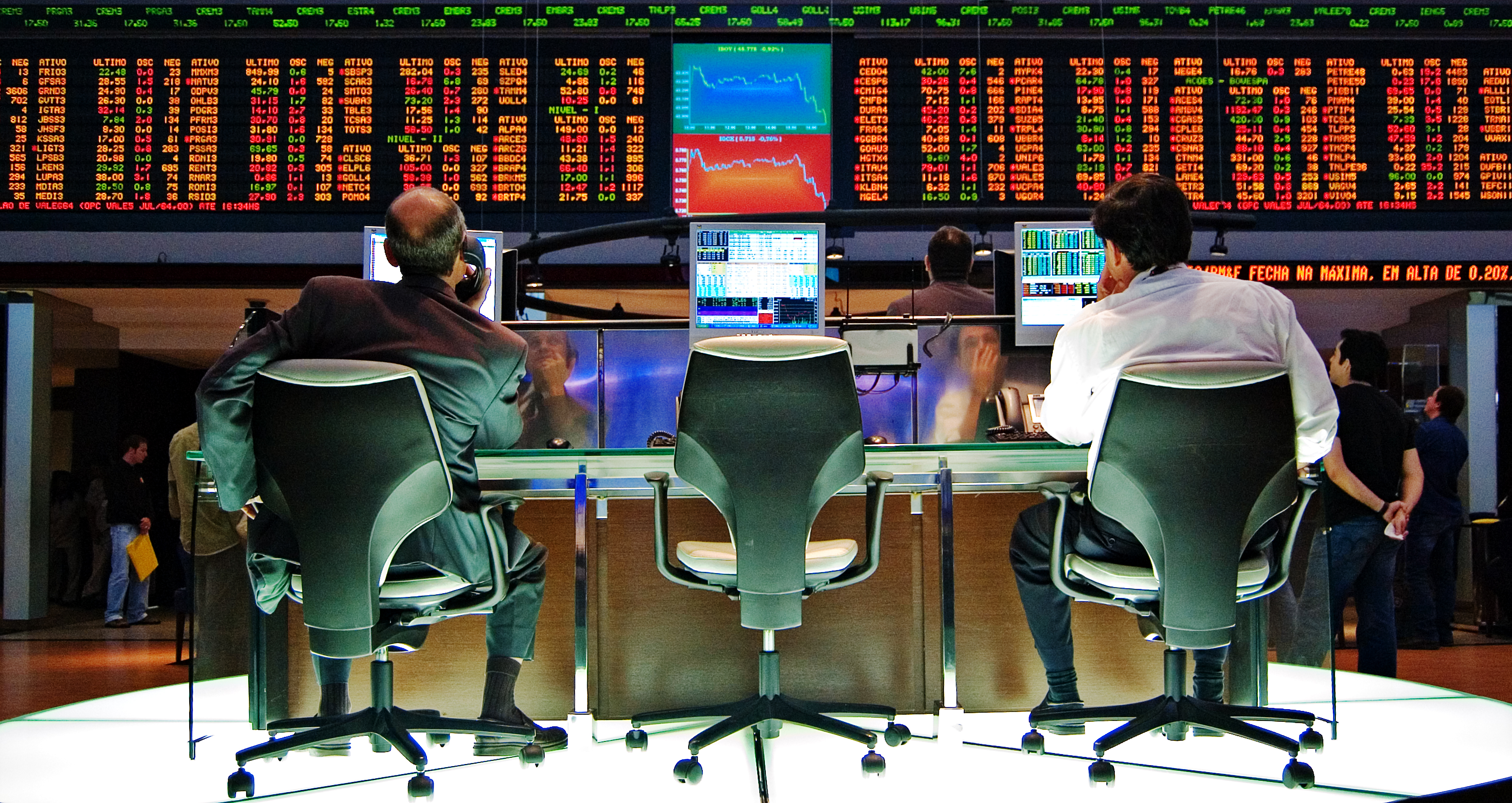
ブラジルでのサンパウロ証券取引所（2007年4月）。

資本主義（しほんしゅぎ、英: capitalism）または資本体制は、貿易と産業が、国政よりも営利目的の個人的所有者たちによって制御（コントロール）されている経済的・政治的システム。特に近現代の資本主義の根幹は、自由資本主義・リベラルキャピタリズム（liberal capitalism）と呼ばれており、資本主義を肯定・擁護・推進する思想や主張は、普通は自由主義とされる。資本主義に基づく社会は「資本主義社会」「市民社会」「近代社会」「ブルジョア社会」等と呼ばれる。
資本主義は封建主義の後に現れた体制である。産業革命および、アメリカ独立革命やフランス革命等の資本主義革命（市民革命）によって確立された。資本主義は、一切全てを商品化していく「市場システム」であり、かつ、諸々の近代国家に蓄積・競合をさせる「世界システム」でもあるという。その主体は企業であり、これが物財やサービスを生産し流通させている。構造的には、資本（としての生産手段）を私有する資本家が、労働者から労働力を買い、それを上回る価値のある商品を生産し、利潤を得ている。
資本主義では資本家が世の中を動かす大きな権限を持つことになる。対して、労働者には上位者から受けた指示に対する諾否の自由が無く、労働場所も拘束されている。従って、資本主義では、資本家の方が立場が強く、資本家に使われる立場である労働者は立場が弱い。資本主義の弊害に対し、修正や反対をする概念や立場には修正資本主義、反資本主義、社会主義、共産主義、経済的国家主義（経済的ナショナリズム）、国家社会主義（ナチズム）、結束主義（ファシズム）、第三の道、第三の位置等がある。一方で、資本主義的な自由競争を更に推進する概念・立場には新自由主義、リバタリアニズム等がある。

## 用語
「資本」（英語: capital）の語源は、ラテン語で「頭」の意味を持つ「caput」で、12世紀から13世紀にかけて動産を意味するようになり、更に「資本家」や「資本主義」との言葉が派生した。「資本家」という用語は、17世紀に「資本の所有者」との意味で使用されるようになった。
「資本主義」という用語は、1850年にフランスの社会主義者ルイ・ブランによって現代の意味で使用され、「私が資本主義と呼ぶものは、ある者が他者を締め出す事による、資本の占有である」と記した。また1861年にピエール・ジョゼフ・プルードンは「資本主義の経済社会体制では、資本は労働する者には所属しない」と記した。1867年より発行されたカール・マルクスとフリードリヒ・エンゲルスによる著書『資本論』での用語「資本家システム」および「資本家生産様式」も、日本語訳では「資本主義」とされた場合が多い。
資本主義経済体制を肯定する立場からは、通常は「自由主義」や「自由経済」などの用語が使用されている。
類語辞典において、「資本主義」の語義は「私有権の経済システム」であり、その類義語は商業主義、競争、民主主義、産業主義、重商主義、自由企業（制）、自由市場、自由放任経済政策、民間企業など。
また「資本主義」の同義語または類義語には、以下もある。
- 経済的自由主義[24] - 自由主義の用語
- 自由放任主義[25] - 古典的自由主義
- 資本制生産様式[26] － マルクス経済学の用語。
- 市場自由主義[27]

## 概要
生産手段の私的所有と利益のための運用を基本とする経済システムである

。資本主義の中心的特徴は、私有財産と財産権の承認、資本蓄積、賃金労働、自発的交換、価格制度、競争市場などである
。資本主義市場経済では、意思決定と投資は、金融・資本市場における富・財産・生産能力のすべての所有者によって決定されるが、財・サービスの価格と分配は、主に財・サービス市場における競争によって決定される。資本主義システムでは、権力構造は富の分配に基づいている

。
経済学者、政治経済学者、社会学者、歴史家は、資本主義の分析において異なる視点を採用し、実際に資本主義の様々な形態を認識してきた。これらには、自由放任主義や自由市場資本主義、福祉資本主義、国家資本主義などが含まれる。資本主義の様々な形態は、自由市場、公的所有、自由競争の障害、国家による社会政策の程度の違いを特徴としている。市場における競争の程度、介入と規制の役割、および国家所有の範囲は、資本主義のモデルによって異なる。異なる市場の自由度や、また私有財産を定義する規則の程度は、政治と政策の問題である。既存の資本主義経済のほとんどは、自由市場の要素と国家の介入、場合によっては経済計画を組み合わせた混合経済である。
市場経済は、様々な形態の政府の下で、様々な時代、場所、文化の下で存在してきた。現代の資本主義社会は、貨幣に基づく社会関係の普遍化、賃金のために働かなければならない一貫して大規模でシステム全体にわたる労働者階級、生産手段を所有する資本家階級によって特徴づけられ、産業革命につながった過程で西ヨーロッパで発展した。その後、政府の直接介入の程度の異なる資本主義体制が西欧世界で支配的になり、広がり続けている。時間の経過とともに、すべての資本主義国は一貫した経済成長と生活水準の向上を経験してきた。
資本主義の批判者は、資本主義は、多数派の労働者階級とその労働力を搾取することによって存在する少数派の資本家階級の手に権力を確立し、社会的利益、天然資源、環境よりも利益を優先し、不平等、腐敗、経済的不安定性のエンジンであると主張している。支持者は、競争を通じてより良い製品とイノベーションを提供し、多元主義と権力の分散化を促進し、市場の要求に基づいて有用な企業に投資できる人々に富を分散させ、資本を保護するために効率性と持続可能性が優先される柔軟なインセンティブシステムを可能にし、強い経済成長を生み出し、社会に大きな利益をもたらす生産性と繁栄をもたらすと主張している。

## 類型
資本主義の類型には、時代・立場・観点などにより、以下などが主張されている。
- 自由放任資本主義（初期資本主義。小さな政府、夜警国家などとも呼ばれる。古典派経済学や、新古典派経済学、いわゆる新自由主義や市場原理主義などが支持する。）
- 修正資本主義（社会的公正を重視し、修正・改良した資本主義。社会改良主義、社会民主主義、民主社会主義などが支持する。福祉資本主義、混合経済、大きな政府などとも呼ばれる。）
- 独占資本主義（レーニン主義による用語。金融資本主義、国家独占資本主義、帝国主義とも。なお、この概念を受け入れない社会主義者の用語には晩期資本主義がある。）
- 国家資本主義（国家が介入または推進する資本主義。ネップ、開発独裁、日本型社会主義、社会主義市場経済などを指す場合もある。）
- 超資本主義（ベニート・ムッソリーニによる概念。第三の位置。）
- 無政府資本主義（アナキズム、および右派リバタリアニズムが提唱する資本主義。政府や国家の廃止を提唱する。）
- グローバル資本主義（グローバル化した世界における資本主義）
- 情報資本主義（情報を資本の重要要素とする資本主義）
- 福祉資本主義（英語版）

## 特徴
一般的に、経済システムおよび生産様式としての資本主義は、次のように要約できる。
- 資本蓄積[42]：利益のための生産と、生産のすべてまたは大部分の暗黙の目的としての蓄積、以前は共通の社会的または私的な家庭ベースで行われていた生産の縮小または排除[43]。
- 商品生産：市場での交換のための生産；使用価値ではなく交換価値を最大化すること。
- 生産手段の私的所有[44]。
- 高いレベルの賃労働[45]。
- 利益を得るためのお金の投資[46]。
- 競合する使用の間で資源を割り当てるために価格メカニズムの使用[44]。
- 生産プロセスの付加価値の最大化による生産要素および原材料の経済的に効率的な使用[47] [48]。
- 事業や投資を管理する上での資本家の自己利益で行動する自由[49]。

### 市場
自由市場と自由放任型と放任主義の形態では、市場は最も広く使用されており、価格設定のメカニズムに対する規制が最小限または全くない状態である。今日ではほぼ普遍的になっている混合経済では、市場は引き続き支配的な役割を果たしているが、市場の失敗を是正し、社会福祉を促進し、天然資源を保護し、国防や公共安全に資金を供給したり、その他の合理的な理由のために、国家によってある程度規制されている。国家資本主義体制では、市場への依存度は最も低く、国家は資本を蓄積するために国有企業や間接的な経済計画に大きく依存している。
供給とは、購入または販売のために利用可能な財またはサービスの量である。需要とは、人々がある時点で購入したいと思っている商品の価値の尺度である。価格は、利用可能な資源に対する需要が増加するか、その供給が減少すると上昇し、需要とともに下落するか、または供給が増加すると下落する傾向がある。
複数の生産者が同じバイヤーに同じか同じようなプロダクトを販売しようとしているとき競争は起こる。資本主義理論の支持者は競争が革新およびより現実的な価格に導くことを信じる。独占やカルテルは、特に競争がない場合に発展する可能性がある。独占は会社が市場上の独占を与えられるとき起こる。それ故に、会社は競争の恐れがないので、出力を制限し、価格を上げるなどの行動を求めてレントシーク行動に従事することができる。カルテルは、出力と価格を制御するために独占的な方法で一緒に行動する企業のグループである。
政府は、独占とカルテルの創造を防止する目的で法律を実施してきた。1890年、シャーマン独禁法は、独占を制限するために米国議会で可決された最初の法律となった。

### 利益動機
利益動機とは、資本主義の理論では、利益という形で収入を得たいという欲求のことである。言い換えれば、事業の存在理由は利益を上げることである。この利益動機は、合理的選択理論、すなわち個人が自分の最善の利益を追求する傾向があるという理論に基づいて機能している。したがって、企業は、利益を最大化することによって、自分自身や株主の利益を追求することになる。
資本主義理論では、利益動機は資源が効率的に配分されていることを保証すると言われている。例えば、オーストリアの経済学者ヘンリー・ハズリットは次のように説明する。「ある記事を作ることに利益がなければ、それは生産に捧げられる労働および資本が誤って方向づけられている兆候である: 記事を作ることに使い切られなければならない資源の価値は記事自体の価値より大きい」。つまり、利益は、その商品が生産する価値があるかどうかを企業に知らせてくれるのである。理論的には、自由で競争的な市場で利益を最大化することは、資源が無駄にならないことを保証する。

### 私有財産
国家とその形式的メカニズムと資本主義社会との関係は、19世紀から活発な議論が行われ、社会理論・政治理論の多くの分野で議論されてきた。エルナンド・デ・ソトは、現代ペルーの経済学者であり、資本主義の重要な特徴は、所有権や取引が明確に記録された形式的な財産制度の中で、国家による財産権の保護が機能していることにあると主張している。
デ・ソトによれば、これは、物理的資産が資本に変換される過程であり、市場経済において、より多くの方法で、より効率的に利用される可能性がある。多くのマルクス経済学者は、イギリスの囲い込み法や他の地域での同様の法律は、資本主義の原始的な蓄積の不可欠な部分であり、私有地所有の特定の法的枠組みは、資本主義の発展に不可欠であったと主張してきた 。

### 市場競争
資本主義経済学では、市場競争とは、価格、製品、流通、プロモーションなどのマーケティングミックスの要素を変化させることで、利益、市場シェア、販売量の増加などの目標を達成しようとする売り手間の競争である。メリアム-ウェブスターは、ビジネスにおける競争を「最も有利な条件を提供することによって、第三者のビジネスを確保するために独立して行動する2つ以上の当事者の努力」と定義している。それは、アダム・スミスの『国富論』（1776年）と後の経済学者によって、生産的な資源を最も高く評価された用途に配分することが効率を高めるするものとして説明された。スミスをはじめとするアントワーヌ・オーギュスタン・クールノー以前の古典的経済学者は、買い手の入札による最良の条件で商品を販売するための生産者間の価格・非価格競争に言及していたが、これは必ずしも多数の売り手がいるわけでもなく、また最終的な均衡状態にある市場でもない。競争は、市場のプロセス全体に蔓延している。それは、「買い手は他の買い手と競争し、売り手は他の売り手と競争する傾向がある」状態である。交換のために商品を提供する際に、買い手は、売り手がそのような商品を提供することを選択した場合に利用可能であるか、または利用可能であるかもしれない特定の商品の特定の量を購入するために競争的に入札する。同様に、売り手は、市場に商品を提供する際に、他の売り手に対して入札を行い、買い手の注目と交換資源を競い合う。競争は希少性から生じる-考えられるすべての人間の欲求を満たすのに十分なことは決してない-そして「人々が誰が何を得るかを決定するのに使用されている基準を満たすために努力するとき」起こる。

### 経済成長

世界の一人当たりのGDPは、産業革命の開始以来、指数関数的な成長を示している

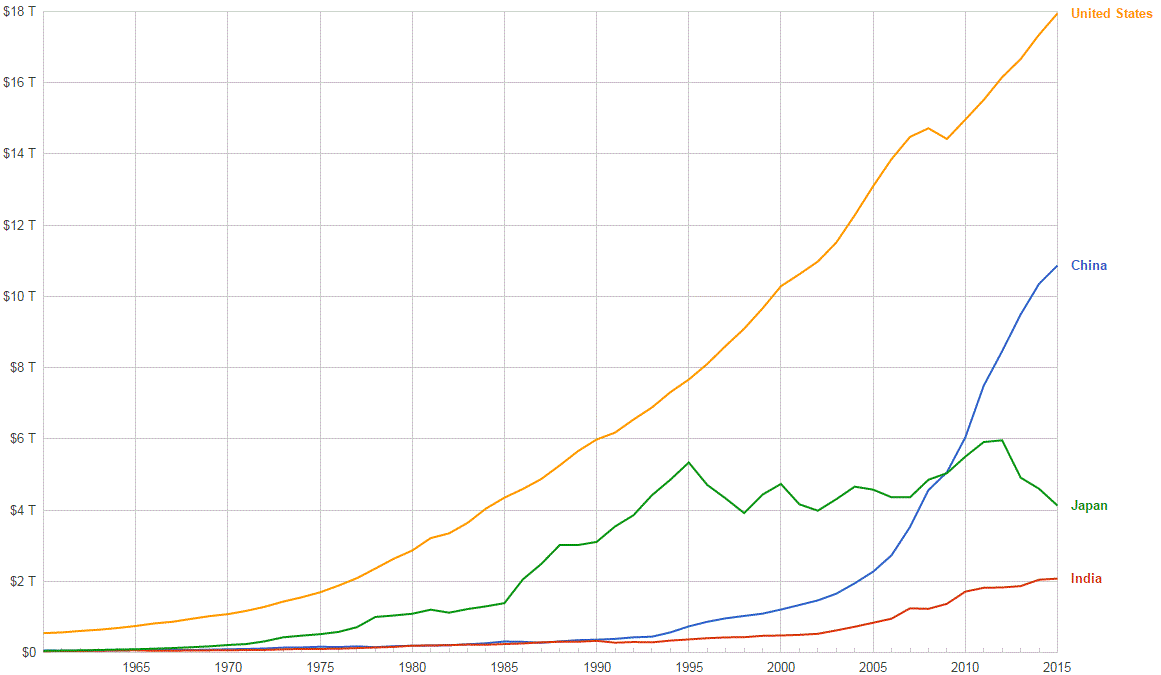
資本主義と中華人民共和国の経済

歴史的に、資本主義は、国内総生産（GDP）、生産能力の利用率、または生活水準によって測定される経済成長を促進する能力を持っている。この議論は、例えばアダム・スミスが自由市場に生産と価格をコントロールさせ、資源を配分することを提唱した際に、中心となったものである。多くの理論家は、世界のGDPが時間の経過とともに増加したことは、近代的な世界資本主義システムの出現と一致していると指摘している 。
1000年から1820年の間に、世界経済は人口増加率の6倍の速さで成長したため、個人の所得は平均して50％増加した。1820年から1998年の間に、世界経済は50倍に成長し、人口の増加よりもはるかに速い速度で成長したため、個人は平均で9倍の所得増加を享受した。この間、ヨーロッパ、北米、オーストラレーシアでは、これらの地域ではすでに物価水準が高かったにもかかわらず、一人当たりの経済成長率は19倍、1820年に貧しかった日本では一人当たりの経済成長率は31倍となっている。第三世界では、増加はあったが、一人当たりの増加は5倍に過ぎなかった。

### 生産形態として
資本主義的生産様式とは、資本主義社会内の生産と分配を組織化するシステムを指す。資本主義的生産様式の発展に先立って、様々な形態の私的な金儲け（賃貸、銀行、商人貿易、利益のための生産など）が行われていた。賃金労働と生産手段の私有化と工業技術に基づく資本主義的生産様式は、産業革命から西欧で急速に成長し始め、後に世界の大部分に拡大した。
資本主義的生産様式という用語は、生産手段の私的所有、資本蓄積を目的とした所有階級による余剰価値の抽出、賃金ベースの労働、少なくとも商品に関しては市場ベースであることによって定義される。
金儲け活動の形をした資本主義は、文明の誕生以来、単純な商品生産に従事する消費者と生産者の間の仲介者として行動する商人と貸金業者の形で存在してきた（それゆえ、「商人資本主義」と呼ばれている）。「資本主義的生産様式」に特有なのは、生産のインプットとアウトプットの大部分が市場を通じて供給され（すなわち、それらは商品である）、本質的にすべての生産がこの様式であるということである。対照的に、繁栄している封建主義では、労働を含む生産の要因のほとんどまたはすべてが、封建的な支配階級によって完全に所有され、プロダクトはまた、いかなる種類の市場なしで消費されるかもしれず、それは封建的な社会的な単位内の使用のための生産であり、限られた貿易のためのものである。このことは、資本主義の下では、生産プロセスの組織全体が、社会全体が直面しているより大きな合理的な文脈よりも、投入物と出力物（賃金、非労働要素コスト、売上高、利益）の間の価格関係で表現される資本主義に制限された経済合理性に適合するように、再編成され、再編成されるという重要な結果をもたらすのである。本質的に、資本の蓄積は、資本主義生産における経済的合理性を定義するようになる。
社会、地域、国家は、分配されている所得と製品の主要な供給源が資本主義的活動であれば資本主義的であるが、そうであっても資本主義的生産様式がその社会で支配的であることを必ずしも意味するものではない。

## 近代化との関連
「近代化」とは「封建的なものを排して、物事を科学的、合理的に行うようにすること」であり、「産業化・資本主義化・民主化」等として認識される。

### 合理主義・法治主義・世俗主義
バード大学教授イアン・ブルマおよびヘブライ大学名誉教授アヴィシャイ・マルガリートによれば、19世紀ロンドンのような都市文明では、過大な富の不均衡があったと同時に、都市や個人の自由が相当保証されてもいた。その種の自由の起源はマグナ・カルタ（大憲章）まで遡り得るが、啓蒙主義に負うところも大きい。

啓蒙主義者・合理主義者ヴォルテールは、1726年にイギリスへ亡命し、自由を讃え、専制主義への攻撃を開始した。ヴォルテールは当代随一の論客であり、議論上いくらかの誇張は否めないが、鋭い観察を残したことは確実視されている。ヴォルテールが賞賛したものの中には、科学探求の自由・思想家の高い地位に並んで「王立証券取引所」もあった。それは
すべての国の代表が人類の利益のために集まってくる、大抵の裁判所よりも尊ばれるべき場所
だとヴォルテールは述べた。フランスで商人階級（ブルジョア階級）は、貴族や文化人から見下されていたが、ヴォルテールは商業こそ人間が自由を確保するための重要条件と見なした。王立証券取引所についてヴォルテールは
ユダヤ人、回教徒［ムスリム］、キリスト教徒が、まるで同じ神を崇拝するかのように互いに接している。この場で不信心者とされるのは破産者だけだ。
とも記した。ヴォルテールが見て取ったように、金銭は信条・人種といった違いを解消する。市場では誰もが、共通の規則・契約・法律で結び付けられている。そのような共通制度は（先祖代々からの神によって啓示されたものではなく）、個々の所有物を守り、他人に欺かれるリスクの削減のために人間が作ったものである。市場では、生まれはあまり重要ではなく、村落や氏族の間ではある程度有効だった慣習にも、頼ることはできない。合理性を重視することにより、世俗的な通商法は絶賛された。
世界的に、近代化は世俗化を伴っている。そのため通念上、産業革命を経験した西洋は他地域に比べて劇的に豊かになった一方、過去の伝統や農業と切り離された、と言われる。産業化には科学と技術の絶えざる応用が伴い、それは必然的に世俗化に繋がっている。何故なら、産業社会における合理的生産は、物事がどのように機能するのかという問いかけや、原因と結果の絶えざる探求無くしては成立しないからである。それは、因果関係を曖昧化する宗教の「呪縛」を除去し、マックス・ヴェーバーが呼ぶところの「世界の覚醒」（脱宗教化）をもたらした。
脱伝統・脱宗教化を経済成長と結びつける近代化のイメージは、特に非西洋世界の改革推進勢力の間で説得力を持った。そのイメージは完全には間違っていなかったが、反改革派の宗教的勢力と同様に、改革派の結論も極端な方向へ走りがちだった。

### 自由主義・民主主義・平和主義
自由民主主義は、商業国に最適な政治制度とされている。このシステムでは競争し合い、利益の相違は交渉・妥協を通じて解決することが前提となっている（当然、そのような制度は「英雄的」ではなく、反民主主義からは「卑劣」「軟弱」「凡庸」「腐敗」等と見なされてきた）。一例はアメリカの民主主義であり、アレクシ・ド・トクヴィルは以下のように論じている。

もしも人間の知的・道徳的活動を現実の生活の必要性に注ぎ込み、生活の向上に役立てたいのならば、

もしも理性の方が天才よりも人の役に立つと考えるならば、

もしも英雄的美徳ではなく穏やかな習慣の創造を望むならば、

もしも政府の主な目的が、最強の力や国家全体の栄光の獲得ではなく、すべての個人に最大の幸福を提供することであるならば、

条件の平等を整えて民主的政府を確立するのが良いだろう。
19世紀中頃のアメリカ訪問中には、こう述べている。
すべての人が積極的野心にみなぎるこの国では、崇高な理想は希薄である。
実際には民主主義と戦争の相性は悪くなく、近代史では、民主主義国家が独裁政権にことごとく勝利している。しかしトクヴィルの見解によると、民主主義下の市民（ゾンバルトの言う「ブルジョア」や「商人」）は、生命をかけて戦闘することを簡単には受容しない。
自由民主主義や資本主義は、「英雄的」信条とは異なり、自由思想（リベラリズム）に近い。観点によっては、自由社会（リベラル社会）は「凡庸さ」を奨励さえしている。ナチス・ドイツの国家主義者アルトゥール・メラー・ファン・デン・ブルックは、リベラル社会では自由が与えられ、「際立った人生よりもありふれた日常」に重きが置かれると見ており、その点ではトクヴィルも類似している。すなわちリベラルな資本主義社会では、大多数の人々は「普通の生活」を送る。ピューリタンの伝統に則り、自由主義者（リベラル）は普通に生きることを受け入れた。そして17世紀のオランダ絵画やイギリス文学（ジェーン・オースティンの小説）が描いたように、凡庸な日常生活にも威厳があり、それは嘲笑するのではなく大切に育むべきだという考えも確立されていった。英雄主義や結束主義（ファシズム）等は、これに対立する。
すべての近代ヨーロッパ思想の中で、非西洋の知識人に最も受容されたのはドイツナショナリズムだと考えられる。例えばナチズム（国家社会主義）は、バース党（アラブ社会主義復興党）へ多大な影響を与えている。その理由としてはドイツのナショナリズムが、近代西洋の普遍性の主張に反発するものだったことが挙げられている。

## 歴史
単なる私有財産制は古代のアテナイやローマにも存在したものの、近代資本主義の形成は、ルネサンス初期、フィレンツェのような都市国家における農耕資本主義と重商主義の出現に遡ることができる。「資本」は商人、賃貸人、貸出人、賃金労働者やそれに伴う小規模工業などにおいて、何世紀にもわたり小規模ながら存在していたが、その中で起こる単純な商品の交換や生産は、貿易から資本が成長してゆく最初の過程であり、その歴史は非常に長い。例えばイスラーム黄金時代、アラブ人は自由貿易や銀行業などの資本主義経済政策を広め、またインド・アラビア数字の使用は簿記を容易にし、これらの技術革新はヴェネツィアやピサといった都市の貿易相手を通じてヨーロッパに伝わった。

### 農奴制の崩壊
16世紀イングランドでは、荘園制度が崩壊し、既に広大な領地を持つ少数の地主に土地が集中し始めた。これによって農奴制の代わりに、労働者は拡大する貨幣経済の一部として雇用されるようになった。この制度は、地主と借地人の双方に、農業の生産性を高めて利益を上げるよう圧力をかけることとになる。農民の余剰利益を引き出す貴族の強制力が弱まったことで、農民はより効率的な方法を試すようになり、借地人もまた、競争の激しい労働市場で利益を産もうとする動機を得た。これらの発展から、土地の賃貸条件はそれまでの慣習や封建的義務による停滞したシステムではなく、経済市場の力に従うようになった。

### 産業革命と初期資本主義
18世紀半ば イギリスより産業革命が発生し、デイヴィッド・ヒュームとアダム・スミスらの新しい経済理論家グループは、従来の重商主義に異議を唱え、市場経済では自己利益のための投資が「見えざる手」により全体の効率と成長に導かれる、とした（古典派経済学）。他方で手工業生産の衰退や囲い込みなどにより、伝統的な共同体が崩壊し、都市労働者が増大して労働者階級（プロレタリアート）が形成され、劣悪な労働条件や低賃金が拡大した。このためシャルル・フーリエらは社会改革を提唱した（空想的社会主義）。
1780年代からのフランス革命などの市民革命（ブルジョア革命）では、私有財産制が確立して経済的自由主義が拡大した一方、経済的平等を重視する立場から社会主義が登場した。1867年、カール・マルクスとフリードリヒ・エンゲルスらは『資本論』で、資本主義の拡大により国家の役割は縮小するが、資本主義の本質は資本家による労働者からの搾取であり、資本家は富を蓄積し労働者は貧困を蓄積するため、必然的に革命が発生して、資本主義社会（生産手段の私的所有）から社会主義社会（生産手段の社会的所有）に移行するとした（マルクス経済学）。
18世紀後半のアメリカ合衆国独立以降、ロックフェラー、モルガン、メロンの三大財閥が市場を独占し、自由競争を妨げているとして独占禁止法（反トラスト法）が制定され、法廷闘争が行われた。
日本では幕末の開港貿易を契機に商業高利貸資本の蓄積が行われるようになり、明治維新後、明治政府による上からの殖産興業政策に促されて成長を遂げ、政商資本・銀行資本を形成するようになり、官営事業の払下げや紙幣整理を通じて、それらが産業資本に変化したことで資本主義が日本において成立して軌道にのったというのが一般的な評価である。欧米で18世紀に起きた産業革命は日本では1870年代から始まったと考えられている。日清戦争をはさむ1880年代から1890年代に軽工業を中心とする第１次産業革命、日露戦争をはさむ1890年代から1900年代には重工業を中心とする第２次産業革命が行われた。
他方「原始社会→奴隷制→封建主義→資本主義→社会主義」という歴史発展五段階論を持つマルクス主義者の間では日本にいつ資本主義が成立したのか、あるいはしていないのかが、特に戦前に論争になった。労農派は明治維新を不徹底ながらブルジョア革命と見なし維新後の日本は封建主義的な部分を残しながらも近代資本主義社会と評価することは可能であり、したがって社会主義革命が可能とする立場だったが、共産党系の講座派はそれに反対し、「半封建的な絶対主義天皇制」の支配を強調して、まずブルジョア民主主義革命を起こす必要があり、それを社会主義革命へ転化する二段階革命が必要と主張していた（日本資本主義論争）。

### 第一次世界大戦後の世界恐慌と修正資本主義
1914年に第一次世界大戦、1917年にロシア革命が発生して社会主義国が誕生し、産業の公有化や計画経済を行った。1917年 ウラジーミル・レーニンは『帝国主義論』で、現在の資本主義は独占資本主義に転化し、植民地搾取により延命する帝国主義である、とした。各国の社会主義運動は分裂し、資本主義の枠内での社会改良を目指す者は「社会民主主義」、レーニン流の革命を目指す者は「共産主義」と呼ばれるようになった。
1929年、世界恐慌により大量の失業者が発生して社会不安が増大し、従来の資本主義理論（レッセフェール、景気循環理論）への懐疑が広がった。アメリカ合衆国はケインズ経済学の有効需要理論を採用しニューディール政策を実施した（修正資本主義）。イギリスやフランスはブロック経済政策により自由貿易を制限した。広大な植民地を持たない諸国では、イタリアのファシズム（結束主義）は第三の位置としてコーポラティズムによる経済を提唱し、ドイツのナチズム（国家社会主義）は大規模な雇用創出を行って生存圏を主張し、日本では統制派により統制経済や大陸侵出が進められた（集産主義、軍事ケインズ主義、国家総動員体制）。

### 第二次世界大戦後
冷戦の発生により、アメリカ合衆国や西ヨーロッパは「西側、自由主義（資本主義）陣営」、ソビエト連邦や東ヨーロッパなどは「東側、社会主義（共産主義）陣営」などと呼ばれ、体制競争が行われた。特にヨーロッパの資本主義諸国では労働条件の改善や労働組合の重視、社会保障などの富の再分配、主要産業の国営化などが進められ、混合経済化が進んだ（社会的市場経済、福祉国家論）。また第二次世界大戦を引き起こした経済対立の原因にブロック経済があったとの反省により、GATTやWTO協定などの世界自由貿易が推進された。アメリカでは大量生産・大量消費の経済が拡大した（フォーディズム）。社会主義国では、西側諸国による経済封鎖や軍事費負担、技術革新の遅れ、官僚主義による非効率などもあり、1991年 ソビエト連邦の崩壊が発生し、中国では改革開放、ベトナムではドイモイ政策が進められた（社会主義市場経済）。
1970年以降、ミルトン・フリードマンらはケインズ主義を批判し、市場原理の拡大を提唱した（新古典派経済学、マネタリズム、新自由主義）。チリではチリの奇跡、イギリスではサッチャリズム、アメリカではレーガノミクス、日本では小泉改革などの規制緩和、民営化などが進められた。グローバリゼーション拡大により、各国政府の権限や多国籍企業への規制の縮小による雇用や安全への脅威や、格差社会の拡大も主張された（反グローバリズム）。また1990年代のインターネット普及後は、IT革命による経済効率化や情報格差も主張された。
2013年、トマ・ピケティは著書『21世紀の資本』で、長期的には資本収益率は経済成長率より大きく、富は蓄積され格差は拡大するため、格差是正には世界的な政治的再配分が必要とした。

## 学派
資本主義に関する経済理論や学派には以下がある。ただし多くの学派名は他称であり、その分類にも議論がある。

### 古典派経済学
18世紀後半以降、アダム・スミス、トマス・ロバート・マルサス、デヴィッド・リカードなどのイギリスの経済学者に代表される。従来の重商主義を批判し、労働価値説を提唱した。また重農主義によるレッセフェール（自由放任）の概念を使用し、個人の利己的な経済活動が、自由市場の「見えざる手」（需要と供給による価格決定メカニズム）によって、全体として資源の最適配分となるとした。なおジョン・スチュアート・ミルは功利主義に基づく自由主義を重視する一方、貧富の差や植民地の増大を懸念し、政府の再分配機能も重視して後の社会民主主義などの改良主義に影響を与えた。

### マルクス経済学
19世紀後半以降、カール・マルクスとフリードリヒ・エンゲルスらは、古典派経済学の労働価値説を批判的に継承して剰余価値説を提唱し、資本主義の本質は資本家による労働者の搾取とした。また資本主義は普遍的なものではなく歴史的なものであり、資本主義の矛盾が累積すると最終的には革命が発生し、社会主義社会（生産手段の社会的共有）に移行するとした。ルドルフ・ヒルファーディングは金融資本論を提唱し、ウラジーミル・レーニンは帝国主義論を提唱して帝国主義は資本主義の最終段階であり植民地主義により延命しているとした。

### オーストリア学派
19世紀後半以降、カール・メンガーらは、古典派経済学の労働価値説や生産費説に対し、功利主義による限界効用理論に基づいて消費財の価格を説明した（限界革命）。またフリードリヒ・ハイエクは経験論を重視した自由主義を唱え、理性主義や合理主義を批判し、それらに基づく計画経済（社会主義、ファシズム、全体主義）を批判した。

### 新古典派経済学
19世紀後半以降、新古典派経済学（ネオクラシカル）は、アルフレッド・マーシャルなど古典派経済学の伝統を重視する限界効用理論以降の学派であり、市場経済を重視するが、市場の失敗への対応など政府の役割も認める。なお1970年代以降の新しい古典派（ニュー・クラシカル）は、ネオクラシカルの枠組みに、ミクロ的基礎づけを重視する。

### アメリカ学派
19世紀後半から20世紀前半のアレクサンダー・ハミルトンらのアメリカ合衆国のマクロ経済学的政策。製造業を支援するために保護貿易主義を提唱し、交通機関などインフラ建設を政府が投資し、国営銀行が投資や投機よりも商業や経済の成長を促進した。

### ケインズ経済学
20世紀前半、ジョン・メイナード・ケインズらは、古典派経済学のセイの法則（供給はそれ自らの需要を生み出す）や古典派の公準（賃金変動により雇用調整される）を中心とした自由放任経済を批判し、有効需要理論により政府が需要創出を行い経済を拡大する事により、実在している非自発的失業を無くせると提唱して、ニューディール政策に大きな影響を与えた。

### シカゴ学派
1920年代以降、シカゴ学派はミクロ経済学的な手法を多種多様な分野に適用した。オスカル・ランゲは世界恐慌後、市場経済を社会主義に導入した市場社会主義を提唱した。ミルトン・フリードマンらは実証主義を重視し、ケインズ主義の有効需要理論を批判し、マネーサプライを重視してマネタリズムと呼ばれ、更に新自由主義とも呼ばれた。またロナルド・コースらは新制度派経済学や法と経済学などの分野を創始した。

### マネタリスト
シカゴ学派でもあるミルトン・フリードマンが主唱。貨幣数量説の再評価などマネーサプライを重視し、ケインズ主義的な裁量的財政政策を批判して、ルールに基づいた政策の実行を提唱した。

### ニュー・ケインジアン
1990年代以降、グレゴリー・マンキューらが提唱。マネタリストや新しい古典派（ニュー・クラシカル）に対して、裁量的な財政・金融政策の有効性を提唱した。

## 議論

### 主な思想による批判

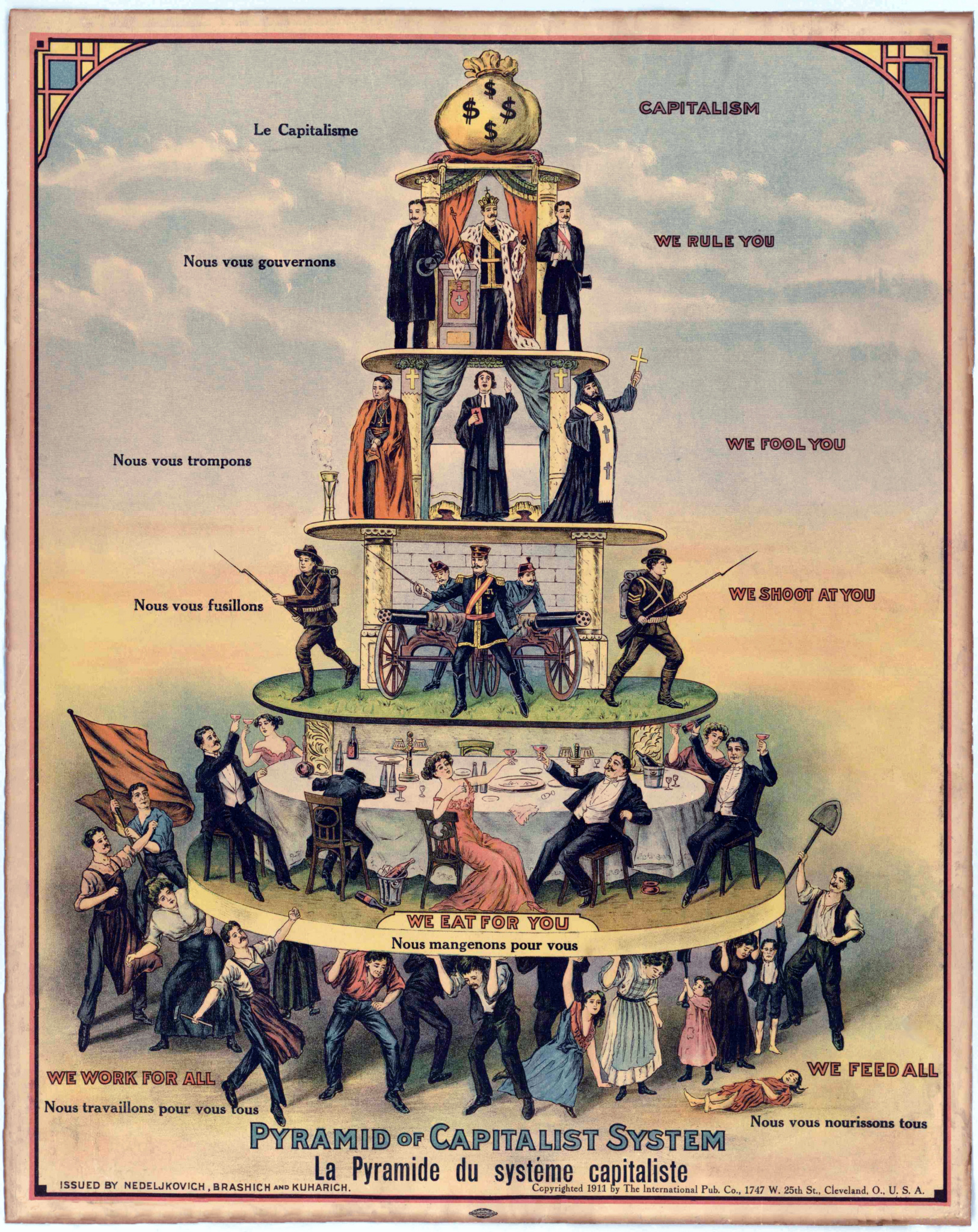
1911年の世界産業労働組合によるポスター『資本主義的システムのピラミッド構造（Pyramid of Capitalist System）』。最上層には金袋が置かれ、各層の文字は上から英語とフランス語で「資本主義」「我々はあなたを支配する」「我々はあなたを愚かにする」「我々はあなたを撃つ」「我々はあなたのために食べる」「我々は全員のために働く、我々は全員を養う」。最下層では赤旗が振られている。

資本主義に対する主な思想的立場からの見解や批判には以下がある。
- 社会民主主義者らは、経済的平等など社会的公正を重視し、資本主義の枠内で修正資本主義や福祉国家などを提唱する。
- マルクス主義（科学的社会主義）や社会的無政府主義などの共産主義者らは、資本主義の本質は搾取であり、私有財産制度の廃止により最終的には社会主義（共産主義）社会への移行を提唱する。
- ファシズム（結束主義）やナチズム（国家社会主義）は、資本主義は階級闘争を激化させ共産主義を招くとして、第三の道や第三の位置として国家や民族共同体を重視する。
- 右派リバタリアニズムは、市場経済を徹底させ、国家や政府の廃止を提唱する。
- 反グローバリズムは、グローバリズムが進展して各国政府の規制が後退し多国籍企業などの利益が優先されていると考え、地域主権、雇用確保、環境保護などの重要性を提唱する。

### 批判の詳細
資本主義の支持者は、資本主義は過去に作られたいかなる経済システムより優れており、その利益は主に一般の人々に与えられると主張する。一方、批判者は、多様な経済的な不安定さがあり、全ての人々に幸福を提供する事はできず、自然環境に持続不可能な損害を与える、と論じる。
資本主義への批判には、経済システムとしての社会的不平等、不公正な富や権力の配分、物質主義、労働者や労働組合への抑圧、社会的疎外、失業、そして経済の不安定さなどが関連する。多くの社会主義者は、資本主義は非合理的で、生産や経済の方向性は計画されず、多数の矛盾や内的不整合があると考えている。資本主義と個人主義的な私有権は、所有者が賛同できないアンチコモンズの悲劇に陥っている。マルクス経済学の Richard D. Wolff は、資本主義経済では共同体の社会的必要性よりも利益と資本蓄積が優先され、資本主義企業では企業の基本的な方針に労働者を含める事は稀である、とした。
労働関係の一部の歴史家や学者は、奴隷、奉公、強制された囚人などの強制労働は、資本主義における雇用関係と類似性があると論じている。社会学者でケンブリッジ大学クイーンズカレッジ社会政治学研究部長のトム・ブラス（en:Tom Brass）は強制労働は資本主義に受容可能と論じた。
資本主義の多くの側面は、主に企業による資本主義に反対する反グローバリゼーションの批判を受けている。環境主義者らは、資本主義は継続的な経済成長を必要として、必然的に地球の有限な天然資源を枯渇させ、多数の動植物を絶滅させていると論じている。また、新自由主義または現代の資本主義は、世界貿易を拡大する半面、伝統的な文化様式を破壊し、不平等の悪化と世界的な貧困の拡大を招いた結果、我々は新自由主義以前よりも貧困な時代に生きており、1970年以降の環境指数は大幅な環境悪化を示している、と論じている。
一部の学者は2007年の金融危機の責任が新自由主義的な資本主義モデルにあると批判した。
多くの宗教は、資本主義の特定の要素を批判または反対している。伝統的なユダヤ教、キリスト教、イスラム教などでは利息付きの金貸し業を禁じているが、銀行が設立されている。一部のキリスト教徒は資本主義を、その物質主義崇拝では全人類の幸福を測る事はできないと批判している。カトリックの学者と聖職者はしばしば、貧困層を排除した分配に関して免責されていると、資本主義を批判してきた。ローマ教皇のフランシスコは、解き放たれた資本主義は「新たな専制」として、世界の指導者に対して貧困と不平等に対する戦いを呼びかけた。
資本主義では階級の為、自身の保身の為に賄賂で解決することから格差の問題を抱え事実無根なプロパガンダを展開する。